# 碳監測
作为温室气体监测的一部分，碳监测是指人們跟踪某一特定活动在某一特定时间产生的二氧化碳或甲烷的數量。例如，碳監測可以跟踪农业生產中的甲烷含量或燃烧化石燃料後产生的二氧化碳排放量。由于二氧化碳是排放量最大的温室气体，而甲烷也是一种温室气体，监测碳排放被认为是减少排放从而减缓气候变化的关键舉措。